# Peter Rodger
Peter Anthony Rodger (6 de abril de 1965) é um produtor de filmes e fotógrafo britânico. É conhecido por seu documentário Oh My God (2009),  bem como seu trabalho como diretor de segunda unidade em Jogos Vorazes (2012). Ao longo de sua carreira ganhou diversos prêmios, incluindo o Houston International Film Festival, o Chicago International Film Festival, o Telly Awards, o Mobius Awards e o US International Film and Video Festival.

## Vida pessoal
Filho do fotógrafo britânico George Rodger, reside nos Estados Unidos. Foi casado com Li-Chin, assistente de pesquisa para uma empresa cinematográfica. O casal tem dois filhos, Elliot e Georgia.
Após o divórcio, Rodger casou-se com a atriz marroquina Soumaya Akaaboune e tiveram um filho, Jazz.
Seu filho mais velho, Elliot Rodger, realizou o Massacre de Isla Vista, matando seis pessoas e suicidando-se em 23 de maio de 2014.